# Жељезница (Иванец)
Жељезница је насељено место у Републици Хрватској у Вараждинској жупанији. Административно је у саставу града Иванца. Простире се на површини од 2,58 км2

## Становништво
Према задњем попису становништва из 2001. године у насељу Жељезница живело је 145 становника. који су живели у 43 породична домаћинства Густина насељености је 56,2 становника на км2
Кретање броја становника по пописима 1857—2001.
| година пописа  | 1857. | 1869. | 1880. | 1890. | 1900. | 1910. | 1921. | 1931. | 1948. | 1953. | 1961. | 1971. | 1981. | 1991. | 2001. |
| бр. становника | 41    | 45    | 62    | 72    | 79    | 106   | 124   | 191   | 227   | 219   | 190   | 184   | 196   | 165   | 145   |